# César Augusto Rodríguez
César Augusto Rodríguez Diburga (* 26. Juni 1997 in Huancayo) ist ein peruanischer Geher. Er ist Inhaber des Nationalrekords über 20 km.

## Sportliche Laufbahn
César Augusto Rodríguez bestritt im Jahr 2013 seine ersten internationalen Wettkämpfe im Gehen. Damals nahm er an den U18-Weltmeisterschaften in Donezk teil und belegte nach 48:35,50 min über 10.000 Meter den 19. Platz. Ein Jahr später trat er in der nächsthöheren Altersklasse bei den U20-Weltmeisterschaften in den USA an und belegte diesmal den zehnten Platz. Im August nahm er an den zweiten Olympischen Jugendspielen in Nanjing teil. Während der Eröffnungsfeier war er der Fahnenträger seiner Nation. Seinen Wettkampf über 10.000 Meter beendete er auf dem vierten Platz. Ende November gewann er die Goldmedaille bei den U18-Südamerikameisterschaften in Kolumbien. 2015 bestritt er seinen ersten Wettkampf über die 20-km-Distanz. Im April wurde er Peruanischer U20-Meister. Ende Mai gewann er die Goldmedaille bei den U20-Südamerikameisterschaften in Ecuador. Anfang August gewann er bei den U20-Panamerikameisterschaften in Edmonton eine weitere Goldmedaille.
2016 trat Rodríguez zum zweiten Mal bei den U20-Weltmeisterschaften an, in Bydgoszcz erreichte er diesmal den 13. Platz. Im September nahm er in der Heimat zum ersten Mal an den U23-Südamerikameisterschaften und erreichte auf der 20-km-Distanz als Fünfter das Ziel. 2017 wurde Rodríguez Peruanischer Vizemeister und nahm zum ersten Mal an den Südamerikameisterschaften teil und konnte in Paraguay die Bronzemedaille gewinnen. Anschließend feierte er auch seine Weltmeisterschaftspremiere, als er im August in London an den Start ging. Im Laufe des Rennens stellte er mit 1:23:05 h eine neue Bestzeit auf und landete bei seiner Premiere auf dem 33. Platz. 2018 trat er bei den Südamerikaspielen in Bolivien teil, bei denen er die Silbermedaille gewinnen konnte. Ende September startete er in Ecuador zum zweiten Mal bei den U23-Südamerikameisterschaften an und konnte diesmal die Goldmedaille gewinnen. 2019 wurde Rodríguez bei seinen zweiten Südamerikameisterschaften disqualifiziert. Außerdem wurde er erstmals Peruanischer Meister. 2021 gewann er seinen zweiten nationalen Meistertitel. Im April stellte er in Tschechien mit 1:22:11 h seine Bestzeit auf und war damit für die Olympischen Sommerspiele in Tokio qualifiziert. Den Wettkampf Anfang August beendete er auf dem 21. Platz.
Ende Mai 2022 stellte Rodríguez in Spanien in 1:20:45 h einen neuen peruanischen Nationalrekord über 20 km auf. Im Juli trat er bei den Weltmeisterschaften in Eugene an. Dort blieb er in 1:20:59 h nur knapp hinter seiner Bestzeit zurück und belegte damit den zehnten Platz. Anschließend trat er auch noch über die 35-km-Distanz an. Dort belegte er in 2:29:24 h den 16. Platz, die aktueller peruanischer Nationalrekord sind. Im Oktober gewann er über 35 km zum zweiten Mal, nach 2018, Silber bei den Südamerikaspielen. Auch 2023 trat er wieder bei den Weltmeisterschaften an. Dort verbesserte er sich über 20 km auf 1:19:52 h, womit er den 19. Platz über 20 km belegte.

## Wichtige Wettbewerbe
| Jahr             | Veranstaltung                 | Ort              | Platz            | Disziplin          | Zeit             |
| Startet für Peru | Startet für Peru              | Startet für Peru | Startet für Peru | Startet für Peru   | Startet für Peru |
| ---------------- | ----------------------------- | ---------------- | ---------------- | ------------------ | ---------------- |
| 2013             | U18-Weltmeisterschaften       | Donezk           | 19.              | 10.000 m Bahngehen | 48:35,50 min     |
| 2014             | U20-Weltmeisterschaften       | Eugene           | 10.              | 10.000 m Bahngehen | 41:57,90 min     |
| 2014             | Olympische Jugendspiele       | Nanjing          | 4.               | 10.000 m Bahngehen | 42:26,49 min     |
| 2014             | U18-Südamerikameisterschaften | Cali             | 1.               | 10.000 m Bahngehen | 42:30,06 min     |
| 2015             | U20-Südamerikameisterschaften | Cuenca           | 1.               | 10.000 m Bahngehen | 43:04,18 min     |
| 2015             | U20-Panamerikameisterschaften | Edmonton         | 1.               | 10.000 m Bahngehen | 42:12,81 min     |
| 2016             | U20-Weltmeisterschaften       | Bydgoszcz        | 13.              | 10.000 m Bahngehen | 42:06,18 min     |
| 2016             | U23-Südamerikameisterschaften | Lima             | 5.               | 20 km Gehen        | 1:25:45 h        |
| 2017             | Südamerikameisterschaften     | Asunción         | 3.               | 20 km Gehen        | 1:25:58 h        |
| 2017             | Weltmeisterschaften           | London           | 33.              | 20 km Gehen        | 1:23:05 h        |
| 2018             | Südamerikaspiele              | Cochabamba       | 2.               | 20 km Gehen        | 1:26:23 h        |
| 2018             | U23-Südamerikameisterschaften | Cuenca           | 1.               | 20 km Gehen        | 1:24:51 h        |
| 2019             | Südamerikameisterschaften     | Lima             |                  | 20 km Gehen        | DSQ              |
| 2021             | Olympische Sommerspiele       | Tokio            | 21.              | 20 km Gehen        | 1:24:40 h        |
| 2022             | Weltmeisterschaften           | Eugene           | 10.              | 20 km Gehen        | 1:20:59 h        |
| 2022             | Weltmeisterschaften           | Eugene           | 16.              | 35 km Gehen        | 2:29:24          |
| 2022             | Südamerikaspiele              | Asunción         | 2.               | 35 km Gehen        | 2:35:20 h        |
| 2023             | Weltmeisterschaften           | Budapest         | 17.              | 20 km Gehen        | 1:19:52 h        |

## Persönliche Bestleistungen
- 10.000-m-Bahngehen: 40:01,06 min, 13. November 2021, Lima
- 20-km-Gehen: 1:19:41 h, 16. März 2024, Dudince, (peruanischer Rekord)
- 35-km-Gehen: 2:29:24 h, 24. Juli 2022, Eugene, (peruanischer Rekord)